# Valeri Alekséyev
Valeri Pávlovich Alekséiev (Валерий Павлович Алексеев, 1929-1991) fue un antropólogo ruso, director del Instituto Arqueológico de Moscú (1987-1991) y miembro de la Academia de las Ciencias de Rusia, excepcionalmente, pues no fue miembro del Partido Comunista.
Alekséiev propuso la especie Homo rudolfensis en 1986.
Alekséiev ha publicado 20 libros y más de 500 artículos. Algunos de ellos son:
- Историческая антропология и этногенез (Antropología histórica y etnogénesis) (1989)
- География человеческих рас (Geografía de la raza humana)
- El origen de la raza humana, Progress Publishers  (1986), ISBN 978-0-8285-3325-6.
- Палеоантропология земного шара и формирование человеческих рас (Paleoantropología global y la formación de las razas humanas)
- Происхождение народов Восточной Европы (Origen de las gentes del Este de Europa)
- Происхождение народов Кавказа (Origen de las gentes del Caucaso)